# Kyosuke Yoshikawa
Kyosuke Yoshikawa (吉川 京輔 Yoshikawa Kyosuke?), född 8 november 1978 i Chiba prefektur, är en japansk före detta fotbollsspelare.
Yoshikawa började sin karriär 2001 i Consadole Sapporo. Han spelade 23 ligamatcher för klubben. Han avslutade karriären 2003.